# Óxido de mercurio(II)
El óxido de mercurio(II), también llamado óxido mercúrico o simplemente óxido de mercurio, es un compuesto binario,  cuya fórmula es HgO. Tiene un color rojo o anaranjado. El óxido de mercurio(II) es sólido a temperatura y presión ambientales. La forma mineral es llamada montroidita y es muy rara de encontrar.

## Historia
En 1774, Joseph Priestley descubrió el oxígeno, que se liberaba por calentamiento del óxido de mercurio, aunque no identificó a este gas con el oxígeno (en su lugar, Priestley lo llamó "aire desflogisticado", ya que el flogisto era el paradigma sobre el que estaba trabajando en ese momento).

## Síntesis

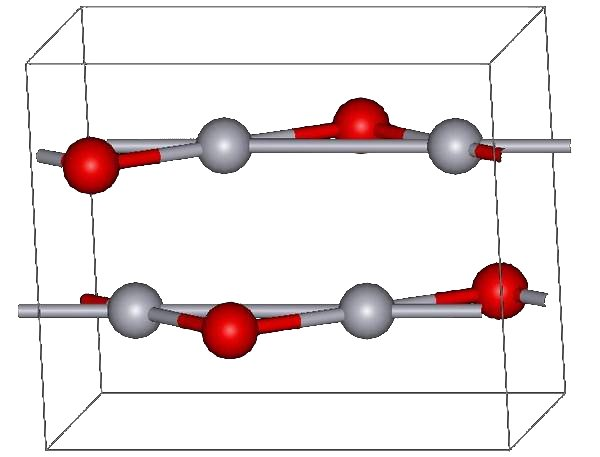
Estructura de la montroidita (los átomos de oxígeno aparecen de color rojo)

La forma roja del HgO se puede obtener por diversos métodos:
- Por calentamiento de Hg en atmósfera de oxígeno a aproximadamente 350 °C.

{\displaystyle \mathrm {Hg} +1/2\mathrm {O} _{2}\rightarrow \mathrm {HgO} }
- Por pirólisis del nitrato de mercurio(II), de fórmula Hg(NO3)2.[4]

{\displaystyle \mathrm {Hg(NO_{3})_{2}\rightarrow HgO+2\ NO_{2}+O} }

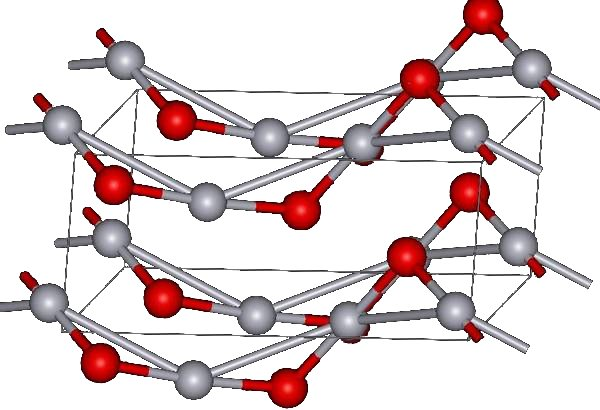
Estructura del cinabrio

La forma amarilla se puede obtener por la precipitación de disoluciones acuosas de Hg2+, como las disoluciones de cloruro de mercurio(II), al ser tratadas con álcalis (como el hidróxido de sodio o el hidróxido de potasio).
{\displaystyle \mathrm {HgCl_{2}+2\ KOH\rightarrow HgO+2\ KCl+H_{2}O} }
La diferencia en el color se debe al tamaño de las partículas; ambas formas tienen la misma estructura que consiste en unidades O-Hg-O casi lineales, enlazadas a cadenas en zig-zag con un ángulo O-Hg-O de 108°.

## Estructura
A presión atmosférica, el óxido de mercurio tiene dos formas cristalinas: una se llama montroidita (sistema ortorrómbico, 2/m 2/m 2/m, Pnma), y la segunda es análoga a la del mineral cinabrio (sistema hexagonal, hP6, P3221), estando ambas caracterizadas por las cadenas de Hg-O. A presiones superiores a 10 GPa, ambas estructuras se convierten en una forma tetragonal.

## Usos
Valorante estándar para aniones, debido a la formación de un compuesto más estable que su forma inicial. El peso molecular correcto es 216,589 g/mol.
El HgO a veces se utiliza en la producción de mercurio, ya que se descompone con mucha facilidad. Cuando se descompone, se genera gas oxígeno.
También se utiliza como material para cátodos de baterías de mercurio.

## Efectos sobre la salud

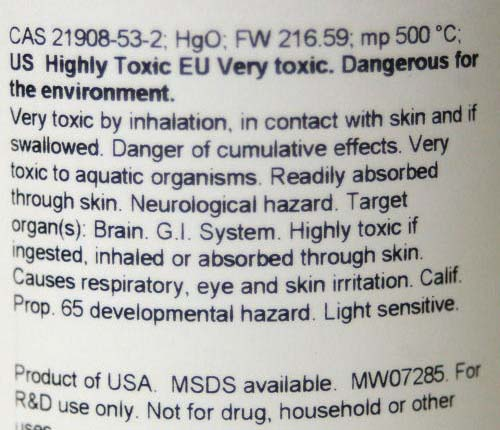
Etiqueta de un frasco de HgO en polvo.

El óxido de mercurio(II) es una sustancia tóxica que se puede absorber por inhalación en forma de aerosol, a través de la piel y por ingestión. La sustancia irrita los ojos, la piel y el tracto respiratorio y puede tener efectos perjudiciales sobre los riñones, que provoque una insuficiencia renal y envenenamiento por mercurio. En la cadena alimentaria referida a los seres humanos tiene lugar bioacumulación, concretamente en organismos acuáticos. Por ello, la sustancia está prohibida como plaguicida por el gobierno de la UE.
La evaporación a 20 °C es despreciable. El HgO se descompone al exponerse a la luz o la calefacción por encima de 500 °C. La calefacción del compuesto produce humos muy tóxicos de mercurio y oxígeno, lo que aumenta el riesgo de incendio. El óxido de mercurio(II) reacciona violentamente con agentes reductores, o con cloro, peróxido de hidrógeno, magnesio (cuando se calienta), dicloruro de diazufre y trisulfuro de hidrógeno. Se forman compuestos inestables frente al choque cuando se combina con metales y elementos como el azufre y el fósforo.